# Mara Provincial Park
Mara Provincial Park är en park i Kanada.   Den ligger i provinsen Ontario, i den sydöstra delen av landet, 300 km väster om huvudstaden Ottawa. Mara Provincial Park ligger 216 meter över havet.
Terrängen runt Mara Provincial Park är platt. Närmaste större samhälle är Orillia, 5,1 km nordväst om Mara Provincial Park. 
Runt Mara Provincial Park är det ganska glesbefolkat, med 23 invånare per kvadratkilometer.